# Marian Mikołajewski
Marian Mikołajewski (ur. 2 lutego 1907 w Poznaniu, zm. 27 grudnia 1984 tamże) – masażysta sportowy, wychowawca wielu znakomitych masażystów, powstaniec warszawski.

## Życiorys
W latach 1930–1939 pracował z piłkarzami, tenisistami ziemnymi i lekkoatletami. Był masażystą Janusza Kusocińskiego i Haliny Konopackiej. W czasie okupacji niemieckiej pracował jako szatniarz w warszawskiej kawiarni „Pod Kogutem”, gdzie kelnerami były legendy polskiego tenisa Jadwiga Jędrzejowska i Ignacy Tłoczyński. Przyjaźnił się z Bohdanem Tomaszewskim, z którym wspólnie wstąpili do AK.
Po wojnie nadal współpracował z lekkoatletami, a także z kadrą bokserską Feliksa Stamma i piłkarską kadrą Kazimierza Górskiego.
Zmarł w Poznaniu, otoczony setkami sportowych pamiątek.